# 有賀槐三

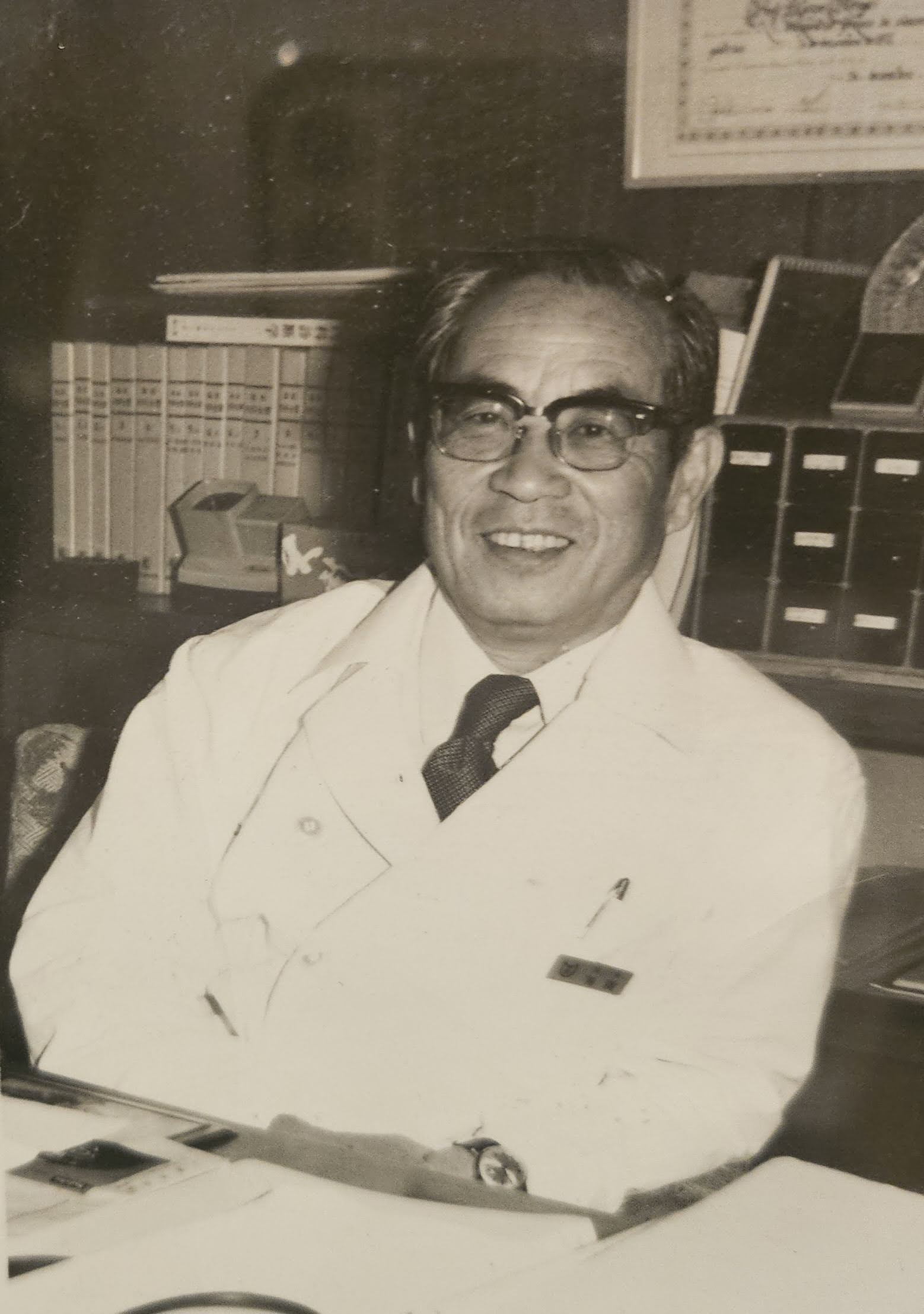
有賀槐三氏

有賀 槐三（ありが かいぞう、1911年2月12日 - 2009年4月15日）は、日本の医学者。医学博士（1946年、東京帝国大学）。

## 来歴
長野県諏訪郡上諏訪町（現諏訪市）生まれ。旧制諏訪中学（長野県諏訪清陵高等学校）を経て、昭和9年（1934年）日本大学専門部医科修了。日本大学内科及生化学教室での研修後、駿河台日本大学病院内科助手、昭和13年（1938年）同病院医局長、昭和15年（1940年）医学部講師、昭和21年（1946年）助教授、昭和26年（1951年）教授。昭和29年（1954年）内科学第三講座開設に伴い主任教授に就任。昭和43年（1968年）駿河台日本大学病院長。昭和45年（1970年）医学部総合企画委員長、昭和49年（1974年）医学部長。昭和52年（1977年）退職、日本大学総合科学研究所の副所長に就任し、昭和56年（1981年）退職。第9期〜11期日本学術会議会員。

## 編著
- 「胃集団検診」 南山堂 1965年
- 「家庭でできる健康管理の百科」 保健同人社 1967年
- 「消化管疾患」 金原出版 1970年
- 「消化性潰瘍の診療」 金原出版 1971年
- 「胃・十二指腸内視鏡診断 : カラーアトラス」 日本医事新報社 1976年
- 「人体病理学」 健友館 1979年
- 「人体病理学 1〜3」東京ヘレン・ケラー協会 1982年
- 「私の海外紀行」 近代文芸社 1986年